# David Watson (calciatore 2005)
David Watson (Prestwick, 12 febbraio 2005) è un calciatore scozzese, centrocampista del Kilmarnock.

## Carriera

### Club
Watson è cresciuto nel settore giovanile del Kilmarnock dove ha firmato il primo contratto professionistico il 3 settembre 2021. Ha debuttato in prima squadra il giorno seguente nell'incontro di Scottish Challenge Cup vinto 3-1 contro il Falkirk.
Ad inizio 2023, dopo aver compiuto i 18 anni, è stato promosso definitivamente in prima squadra ed il 4 marzo ha esordito in Scottish Premiership nell'incontro perso 3-1 contro i Rangers. Ha segnato il suo primo gol il 7 ottobre successivo nella trasferta persa 3-1 contro il Celtic.

### Nazionale
Ha giocato nella nazionale scozzese Under-23.

## Statistiche

### Presenze e reti nei club
Statistiche aggiornate al 30 marzo 2024.
| Stagione        | Squadra         | Campionato      | Campionato | Campionato | Coppe nazionali | Coppe nazionali | Coppe nazionali | Coppe continentali | Coppe continentali | Coppe continentali | Altre coppe | Altre coppe | Altre coppe | Totale | Totale | Totale |
| Stagione        | Squadra         | Comp            | Pres       | Reti       | Comp            | Pres            | Reti            | Comp               | Pres               | Reti               | Comp        | Pres        | Reti        | Pres   | Reti   |        |
| --------------- | --------------- | --------------- | ---------- | ---------- | --------------- | --------------- | --------------- | ------------------ | ------------------ | ------------------ | ----------- | ----------- | ----------- | ------ | ------ | ------ |
| 2021-2022       | Kilmarnock      | SC              | 0          | 0          | CS+CdL          | 0               | 0               |                    | -                  | -                  | CC          | 1           | 0           | 1      | 0      |        |
| 2022-2023       | Kilmarnock      | SP              | 10         | 0          | CS+CdL          | 0+2             | 0               |                    | -                  | -                  | CC          | 3           | 0           | 15     | 0      |        |
| 2023-2024       | Kilmarnock      | SP              | 36         | 5          | CS+CdL          | 3+6             | 0               |                    | -                  | -                  | CC          | 0           | 0           | 45     | 5      |        |
| Totale carriera | Totale carriera | Totale carriera | 46         | 5          |                 | 11              | 0               |                    | -                  | -                  |             | 4           | 0           | 61     | 5      |        |

## Palmarès

### Club

#### Competizioni nazionali
- Scottish Championship: 1

Kilmarnock: 2021-2022